# Roodbuikparkiet
De roodbuikparkiet (Northiella haematogaster) is een vogel uit de familie Psittaculidae (papegaaien van de Oude Wereld). Deze soort is endemisch in Australië.

## Kenmerken

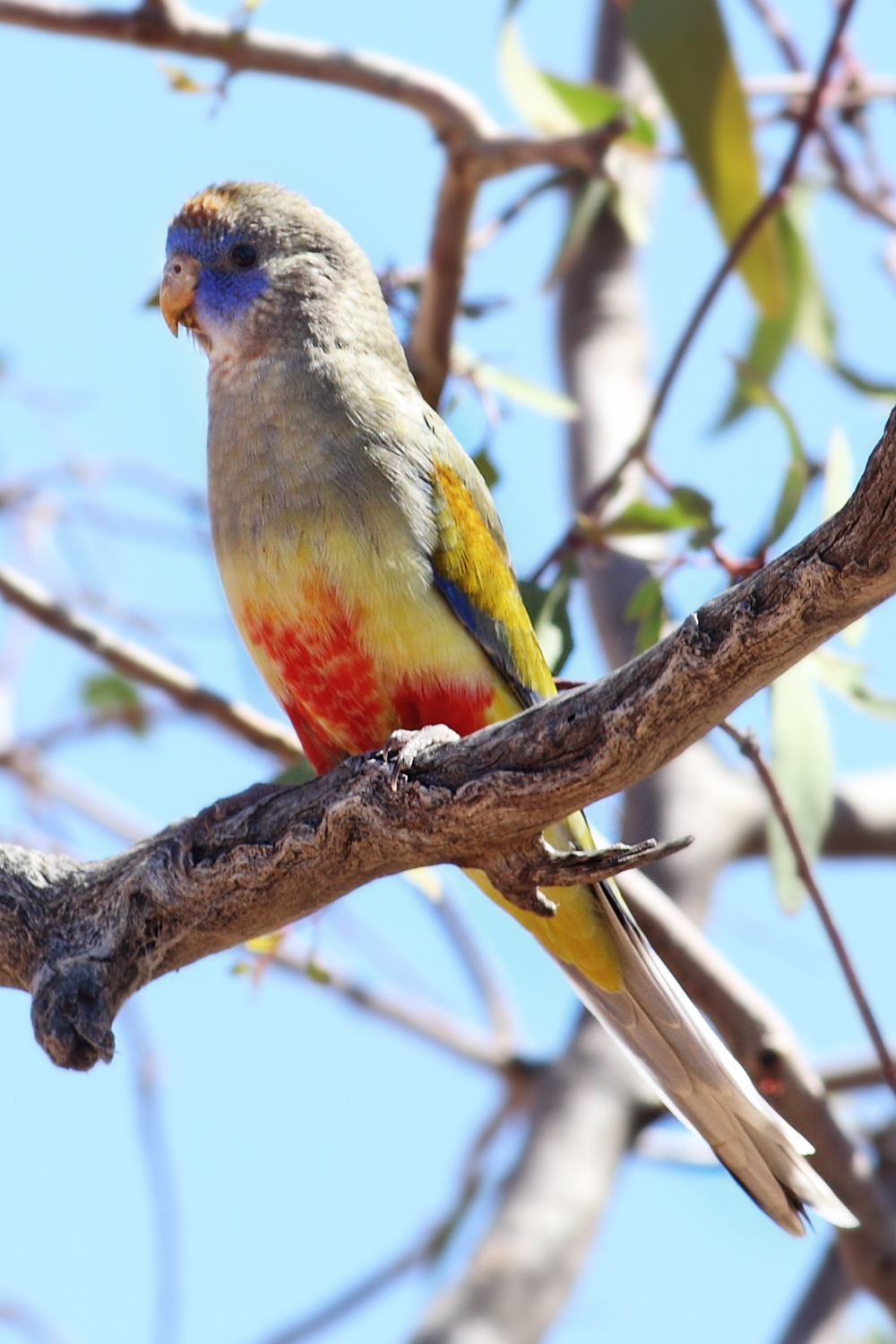

De vogel is 28 cm lang en weegt 74 tot 105 gram. De voorkant van de kop, rondom de snavel en het oog, is blauw. De rest van de kop, rug, mantel, stuit en borst zijn okerkleurig, naar de buik toe geleidelijk overgaand in geel. Op de onderbuik zit een duidelijke rode vlek. Over de vleugel loopt een blauwe band, de slagpennen zijn donker violetkleurig, bijna zwart. De staart is donker bronsgroen, naar de randen toe meer blauw. N. h. narethae oogt aanmerkelijk lichter, meer zandkleurig.

## Verspreiding en leefgebied
Deze soort telt drie ondersoorten:
- N. h. haematorrhoa: zuidoostelijk Queensland, noordelijk en oostelijk New South Wales.
- N. h. haematogaster: westelijk en zuidelijk New South Wales, noordwestelijk Victoria en zuidoostelijk Zuid-Australië.
- N. h. pallescens: noordoostelijk Zuid-Australië.

Het leefgebied bestaat uit vrij droge half beboste landschappen, waarbij boomgroepen worden afgewisseld met bepaalde typen struikgewas of grasachtige vlaktes. De vogel wordt soms in de buurt van veehouderijen aangetroffen.

## Status
Deze parkiet heeft een groot verspreidingsgebied en daardoor is de kans op de status kwetsbaar (voor uitsterven) gering. De grootte van de populatie is niet gekwantificeerd. De vogel is algemeen in het midden van zijn verspreidingsgebied, maar neemt plaatselijk, vooral aan de randen af. Echter, het tempo ligt onder de 30% in tien jaar (minder dan 3,5% per jaar). Om deze redenen staat de roodbuikparkiet als niet bedreigd op de Rode Lijst van de IUCN.